# 박상은 (1949년)
박상은(朴商銀, 1949년 9월 1일 ~ )은 대한민국의 정치인으로, 제18·19대 국회의원이다.

## 학력
- 1962년 해명국민학교 졸업
- 1965년 인천송도중학교 졸업
- 1968년 경동고등학교 졸업
- 1972년 연세대학교 법과대학 LL.B.
- 1978년 연세대학교 대학원 법학 석사

## 경력
- 대한전선 수출부 입사
- 대한제당 대표이사 사장(1994/11 - 1999/12).부회장(1999/12 - 2000/06)
- 한국무역협회이사 및 통상위원
- 대한상공회의소 이사 및 SOC강화위원
- 인천상공회의소 부회장
- 전경련 대외협력위원회 자문의원
- iTV 경인방송 대표이사 회장
- 인천광역시 정무부시장
- 민주당 정책위원회 산하 ’수도권 발전기획단’단장
- 한국학술연구원 이사장
- 외교통상부 경제통상 대사
- 도산 안창호 선생기념사업회 이사
- 죽산 조봉암 선생 추모기념사업회 고문 및 이사장
- 대한민국 해군OCS장교 중앙회 명예회장
- 제17대 대통령직인수위원회 국가경쟁력강화특위 상임자문위원
- 최재형 열린캠프 공동자문위원장
- 국민의힘 인천을 살리는 선거대책위원회 선거대책본부 상임고문
- 국민의힘 인천시당 상임고문
- 제22대 국회의원선거 국민의힘 인천선거대책위원회 공동선거대책위원장

## 의정 활동
- 2008년 5월 ~ 2012년 2월 제18대 한나라당 국회의원(인천 중구,동구,옹진군)
- 국회 국토해양위원회 위원,유니세프의 국회친구들 부대표
- 바다와경제국회포럼 공동대표
- 한-크로아티아 의원친선협회 부회장
- 한-터키의원친선협회 이사
- 한-포루투갈 의원친선협회 이사
- 대한민국 해양연맹 부총재
- 인천경제시민포럼 이사장
- 18대 후반기 국회 보건복지위원회 위원
- 2012년 2월~ 2016년 5월 제19대 새누리당 국회의원(인천 중구 동구 옹진군)

## 역대 선거 결과
|  | 32.11% |

|  | 47.25% |

|  | 52.59% |

## 소속 정당
| 소속 정당 | 소속 정당      | 소속 기간 | 비고                |
| --------- | -------------- | --------- | ------------------- |
|           | 새정치국민회의 | 1999~2000 | 정계 입문           |
|           | 새천년민주당   | 2000~2003 | 합당                |
|           | 무소속         | 2003      | 탈당                |
|           | 열린우리당     | 2003~2007 | 창당                |
|           | 대통합민주신당 | 2007      | 합당                |
|           | 무소속         | 2007      | 탈당                |
|           | 한나라당       | 2007~2012 | 입당                |
|           | 새누리당       | 2012~2017 | 당명 변경 정계 은퇴 |
|           | 자유한국당     | 2017~2020 | 당명 변경           |
|           | 미래통합당     | 2020      | 합당                |
|           | 국민의힘       | 2020~현재 | 당명 변경           |

## 같이 보기
- 중구·동구·옹진군
- 인천 중구의 국회의원
- 인천 동구의 국회의원
- 옹진군의 국회의원
- 인천광역시 부시장